# Anadia altaserrania
Anadia altaserrania là một loài thằn lằn trong họ Gymnophthalmidae. Loài này được Harris & Ayala mô tả khoa học đầu tiên năm 1987.